# Reynir Böðvarsson
Reynir Eyvindur Böðvarsson, född 2 december 1950, är en isländsk seismolog tidigare verksam på Institutionen för geovetenskaper vid Uppsala universitet. Han var föreståndare för Svenska Nationella Seismologiska Nätet. Reynir Böðvarsson användes ofta av massmedia som sakkunnig vid jordskalv, vulkanutbrott och dylikt. Då institutionen periodvis efter större skalv blivit nedringd av media och oroliga beslutade Uppsala universitet år 2007 att dubblera antalet anställda seismologer vid institutionen, till totalt sex personer, för att bättre möta samhällets behov.